# Чемпионат Европы по академической гребле 1950
Чемпионат Европы по академической гребле 1950 года прошёл на озере Идроскало в Милане (Италия). Соревнования были только среди мужчин, они разыграли комплекты наград во всех семи олимпийских классах лодок (M1x, M2x, M2-, M2+, M4-, M4+, M8+).

## История
30 августа 1950 года Международная федерация гребного спорта (FISA) провела в Милане очередной конгресс, на котором было принято решение, что женщины тоже могут принимать участие в соревнованиях по академической гребле, но отдельно от мужчин. Первое тестовое соревнование на более короткой дистанции в 1000 м было проведено на чемпионате Европы 1951 года в Маконе за день до начала соревнований среди мужчин.

## Медалисты
| Дисциплина | Золото | Золото | Серебро | Серебро | Бронза | Бронза |
| ---------- | --- | ------ | --- | ------- | --- | ------ |
| Дисциплина | Страны и гребцы | Время  | Страны и гребцы | Время   | Страны и гребцы | Время  |
| M1x        | Дания - Эрик Ларсен | 7:25,7 | Нидерланды - Том Ноймайер | 7:26,5  | Швейцария - Томас Келлер | 7:34,1 |
| W2x        | Дания - Эббе Парснер - Оге Ларсен | 7:06,5 | Италия - Антонио Балосси - Лодовико Соммаруга | 7:07,2  | Швейцария - Арнольдо Джанелла - Ильво Проспери | 7:13,7 |
| M2-        | Швейцария - Ханс Кальт-Янс - Курт Шмид | 7:17,5 | Италия - Эрио Беттега - Николо Симоне | 7:19    | Бельгия - Шарль Ван Антверпен - Йос Роса | 7:32,3 |
| M2+        | Италия - Джузеппе Рамани - Альдо Тарлао - Лучано Марион (р) | 7:39,1 | Швейцария - Александер Зибенхар - Вальтер Люхингер - Вальтер Лудин (р) | 7:41    | Бельгия - Эйген Якобс - Ипполит Маттеле - Сириль Прост (р) | 7:44,5 |
| M4-        | Италия - Джузеппе Мойоли - Элио Морилле - Джованни Инверницци - Франческо Фаджи                                                                                                  |        | Дания - Иб Нильсен - Георг Нильсен - Бёрге Хоугор - Хольгер Ларсен |         | Швейцария - Гастон Сермье - Бернар Гюэкс - Марсель Гидде - Клод Брела                                                                                             |        |
| M4+        | Дания - Нильс Кристенсен - Ове Нильсен - Петер Хансен - Бент Блак Петерсен - Эйвин Кристенсен (р)                                                                                | 6:50,2 | Италия - Ромео Сантин - Амадео Скарпи - Марчелло Бассо - Альбино Тревизан - Джованни Ворано (р)                                                                                    | 6:52,6  | Нидерланды - Дютри ван Хафтен - Рюдольфюс ван Гёнс - Герхард ван Олден - Виллем Алги - Вилхелм Энгелбрехт (р)                                                     | 6:53,1 |
| M8+        | Италия - Анджело Фьоретти - Пьетро Сесса - Фортунато Манинетти - Бонифачо Де Бортоли - Марио Де Бортоли - Уберто Урбани - Марио Чикко - Луиджи Гандини - Алессандро Барделли (р) | 6:17,3 | Дания - Йёрген Карлсен - Иб Хёйфанг - Хенри Сковгор - Отто Приор-Бусе - Поуль Мартин Поульсен - Аксель Бонде - Хельге Муксолль Шрёдер - Йёрн Кельдсен - С. А. Лангберг Нильсен (р) | 6:22,1  | Великобритания - Дж. Л. М. Крик - Чарльз Ллойд - Алистер Маклеод - Уильям Уиндем - Р. К. Хэйуорд - Джеймс Кроудин - Дэвид Маклин - Харри Алмонд - Р. Дж. Блоу (р) | 6:22,7 |

## Командный зачёт
| Место | Страна         | Золото | Серебро | Бронза | Всего |
| ----- | -------------- | ------ | ------- | ------ | ----- |
| 1     | Италия         | 3      | 3       | 0      | 6     |
| 2     | Дания          | 3      | 2       | 0      | 5     |
| 3     | Швейцария      | 1      | 1       | 3      | 5     |
| 4     | Нидерланды     | 0      | 1       | 1      | 2     |
| 5     | Бельгия        | 0      | 0       | 2      | 2     |
| 6     | Великобритания | 0      | 0       | 1      | 1     |
| Всего | Всего          | 7      | 7       | 7      | 21    |

 Страна — хозяйка соревнований